# Machaerium truxillense
Machaerium truxillense är en ärtväxtart som beskrevs av Henri François Pittier. Machaerium truxillense ingår i släktet Machaerium och familjen ärtväxter. Inga underarter finns listade i Catalogue of Life.